# FKスロガ・クラリェヴォ
フドバルスキ・クルブ・スロガ・クラリェヴォ（セルビア語: Фудбалски клуб Слога Краљево, セルビア・クロアチア語: Fudbalski klub Sloga Kraljevo）は、セルビアのクラリェヴォをホームタウンとするサッカークラブである。

## 歴史
1947年に創設された。

## 歴代所属選手
- リュビシャ・ミロイェヴィッチ 1988-1989
- ネナド・コヴァチェヴィッチ 1996-1997, 2016-2017
- ミラン・ドゥディッチ 1997-1998
- アレクサンダル・ルコヴィッチ 1998-1999, 2002
- ドゥシャン・アンジェルコヴィッチ 2001-2002
- マルコ・ゴベリッチ 2010-2014